# Ruta de Illinois 29
La Ruta de Illinois 29, y abreviada IL 29 (en inglés: Illinois Route 29) es una carretera estatal estadounidense ubicada en el estado de Illinois. La carretera inicia en el sur desde la US 51  , IL 16   en Pana hacia el norte en la US 6  , IL 89   en Spring Valley. La carretera tiene una longitud de 282,2 km (175.36 mi).

## Mantenimiento
Al igual que las autopistas interestatales, y las rutas federales y el resto de carreteras estatales, la Ruta de Illinois 29 es administrada y mantenida por el Departamento de Transporte de Illinois por sus siglas en inglés IDOT.